# Бойков, Александр Владимирович
Алекса́ндр Влади́мирович Бойко́в (род. 7 февраля 1975, Челябинск) — российский хоккеист, игравший на позиции защитника.

## Карьера
Родился 7 февраля 1975 года в Челябинске, где и начал заниматься хоккеем в школе местного «Трактора».
С 1993 года выступал в Американской хоккейной лиге. В 1996 году подписал контракт с клубом НХЛ «Сан-Хосе Шаркс», но не пробился в основу и играл за фарм-клуб. Бойков дебютировал в НХЛ в составе клуба «Нэшвилл Предаторз», с которым подписал контракт в 1999 году и за который провёл 10 игр: две в сезоне 1999/2000 и ещё восемь в следующем.
В 2002 году вернулся в Россию, стал игроком магнитогорского «Металлурга», действующего чемпиона страны, в составе которого дебютировал в Суперлиге и в 2004 году выиграл серебряные медали чемпионата.
После четырёх сезонов в составе «сталеваров» переехал в Уфу, где в составе «Салавата Юлаева» в сезоне 2007/08 завоевал золотые медали чемпионата России.
После чемпионского сезона Бойков подписал контракт с нижегородским «Торпедо», но уже через сезон стал игроком подмосковного ХК МВД, с которым в 2010 году становится финалистом кубка Гагарина. После объединения ХК МВД и московского «Динамо» как и большинство одноклубников, стал игроком бело-голубых, в составе которых стал обладателем Кубка Гагарина в сезоне 2011/12.

## Статистика

### Клубная карьера
Последнее обновление: 22 июня 2013 года
```
                                            --- Regular Season ---  ---- Playoffs ----
Season   Team                        Lge    GP    G    A  Pts  PIM  GP   G   A Pts PIM
--------------------------------------------------------------------------------------
1993-94  Victoria Cougars            WHL    70    4   31   35  250  --  --  --  --  --
1994-95  Prince George Cougars       WHL    46    5   23   28  115  --  --  --  --  --
1994-95  Tri-City Americans          WHL    24    3   13   16   63  17   1   7   8  30
1995-96  Tri-City Americans          WHL    71    3   49   52  230  11   2   4   6  28
1996-97  Kentucky Thoroughblades     AHL    61    1   19   20  182   4   0   1   1   4
1997-98  Kentucky Thoroughblades     AHL    69    5   14   19  153   3   0   1   1   8
1998-99  Kentucky Thoroughblades     AHL    55    5   13   18  116  --  --  --  --  --
1998-99  Rochester Americans         AHL    13    0    1    1   15  17   1   3   4  24
1999-00  Milwaukee Admirals          IHL    58    1    6    7  120  --  --  --  --  --
1999-00  Nashville Predators         NHL     2    0    0    0    2  --  --  --  --  --
2000-01  Milwaukee Admirals          IHL    56    2   11   13  147   5   2   1   3   0
2000-01  Nashville Predators         NHL     8    0    0    0   13  --  --  --  --  --
2001-02  Milwaukee Admirals          AHL    56    4    6   10  102  --  --  --  --  --
2002-03  Metallurg Magnitogorsk      Russi  42    2    3    5   70   3   0   0   0   2
2003-04  Metallurg Magnitogorsk      Russi  41    3    3    6   66   7   0   0   0   4
2004-05  Metallurg Magnitogorsk      Russi  43    1    5    6   80   2   0   0   0   4
2005-06  Metallurg Magnitogorsk      Russi  37    0    5    5   62   9   1   0   1   4
2006-07  Salavat Yulayev Ufa         Russi  41    2   17   19   90   8   1   1   2  10
2007-08  Salavat Yulayev Ufa         Russi  36    3    1    4   63   7   0   0   0   8
2008-09  Torpedo Nizhny Novgorod     KHL    30    0    6    6   58  --  --  --  --  --
2009-10  HC MVD  Balashikha          KHL    44    1    9   10   78  14   0   1   1  20
2010-11  Dynamo Moscow               KHL    20    0    1    1   34  --  --  --  --  --
2011-12  Dynamo Moscow               KHL    41    1    6    7   50  10   0   1   1   4
2012-13  Dynamo Moscow               KHL     8    0    2    2    8   1   0   0   0   0
--------------------------------------------------------------------------------------
         NHL Totals                         10    0    0    0   15

```

### Международные соревнования
| Год                   | Сборная               | Турнир                | Место                 |    | И | Г | П | О | Штр |
| --------------------- | --------------------- | --------------------- | --------------------- | -- | - | - | - | - | --- |
| 1993                  | Россия (юниор.)       | ЮЧЕ (до 18)           |                       | 6  | 2 | 1 | 3 | 2 |     |
| 1995                  | Россия (мол.)         | МЧМ (до 20)           |                       | 7  | 0 | 0 | 0 | 0 |     |
| Всего (юниор. и мол.) | Всего (юниор. и мол.) | Всего (юниор. и мол.) | Всего (юниор. и мол.) | 13 | 2 | 1 | 3 | 2 |     |